# Peuple huetar
Les Huetares constituaient un groupe autochtone important du Costa Rica, qui vivait au centre du pays au milieu du XVIe siècle. Ils sont également désignés sous le nom de Güetares ou Pacacuas. À l’arrivée des Espagnols, les Huetares constituaient la nation autochtone la plus puissante et la mieux organisée du pays. Leur culture appartenait à la zone dite « intermédiaire », et elle était principalement connue pour ses œuvres en pierre, telles que les métates, meules en pierre, les sculptures, les tables et les autels de cérémonie. La langue Huetar fait partie des langues chibchanes. Bien que cette langue soit éteinte, elle survit dans un grand nombre de noms de lieux du Costa Rica, tels que Turrialba, Tucurrique ou Barva.
Un petit groupe de Huetares a survécu jusqu'à nos jours, composé d'un millier d'individus, dans le canton de Mora et dans celui de Puriscal. D'autres familles sont dispersées dans la région de Cerrito de Quépos. Ces populations ont perdu leur langage originel, mais conservent certaines de leurs croyances traditionnelles, leur artisanat, leur cuisine et leurs médicaments.

## Origine du nomHuetares
Le nom "huetares" aurait été donné par le conquistador et historiographe des Indes Gonzalo Fernández de Oviedo, en référence au cacique appelé Huetar, du royaume de Pacaca.

## Vie et coutumes du peuple huetar

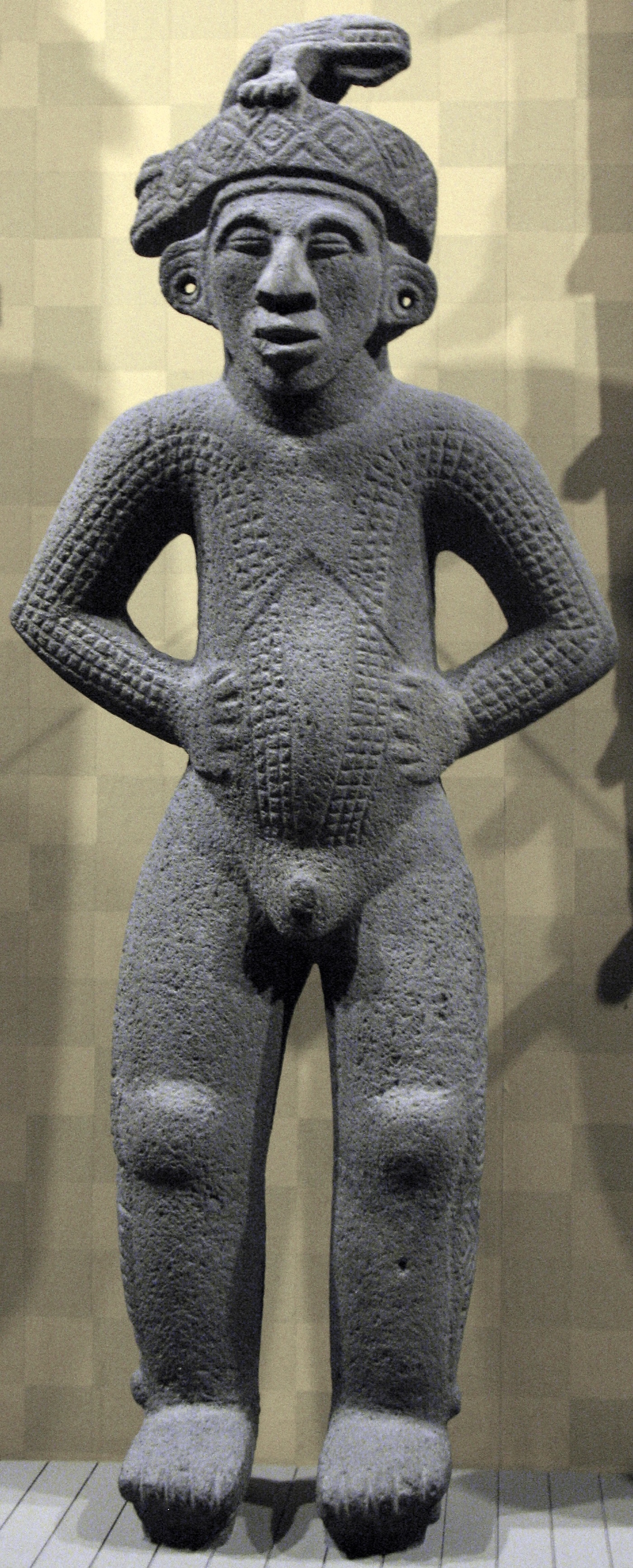
Sculpture huetar.

Le peuple huetar cultivait le manioc, aussi appelé yucca, ou tapioca, le maïs, le cacao, et le palmier pêche, dont ils tiraient la chicha, boisson enivrante utilisée dans les cérémonies religieuses. Le bois de palmier servait pour la fabrication d'arcs et de flèches. La chasse et la pêche complétaient leurs ressources. 

Le commerce reposait sur le troc.

La société huetar était divisée en trois groupes: la classe supérieure, formée par le cacique et sa famille, ainsi que les prêtres et les sorciers médicaux (sukias), la classe moyenne constituée du peuple, et les esclaves qui occupaient la strate la plus basse de la société.

Les guerres étaient courantes. Les Huetares coupaient la tête des prisonniers et la gardaient comme trophée. Les femmes participaient à la guerre avec des lances et des bâtons, ou en lançant des pierres sur leurs adversaires.

Les Huetares adoraient le Soleil et la Lune. À cette fin, ils ont construit des autels et des monticules de pierre. En outre, ils vénéraient leurs ancêtres. Ils enterraient les restes du défunt avec divers objets lui appartenant, et avec ses esclaves, sacrifiés pour lui être utiles dans l'au-delà.

Le sacrifice humain était pratiqué.

## Le peuple huetar auXVIesiècle
La première référence connue concernant ce groupe est celle rapportée dans le récit de l'expédition de Gil González Dávila (1522-1523) à propos du roi Huetar qui vivait sur le versant Pacifique du Costa Rica, à environ 44 kilomètres de la côte, peut-être dans les environs de la ville actuelle de Tabarcia (canton de Mora).
Les Indiens de Pacaca, un royaume dont le centre principal se trouvait précisément aux alentours de l'actuelle Tabarcia, ont été soumis entre 1524 et 1526 au régime d'encomienda en faveur des conquérants installés dans la bande orientale du golfe de Nicoya. Un document de 1548 indique que le conquistador Francisco Hernández de Córdoba répartit les Indiens aux habitants de la région. Les Bueteres, nom qui est sans aucun doute une version de huetares, ont été enlevés pour fournir des services forcés à la Ville de Bruselas sur le golfe. La disparition de Bruselas en 1527 permit aux Huetares de recouvrer leur liberté.  À l’arrivée du conquistador Juan de Cavallón y Arboleda en 1561, un royaume indigène s'était constitué. Son monarque était le légendaire Garabito, qui opposa une résistance farouche aux Espagnols.

## Les royaumes huetares

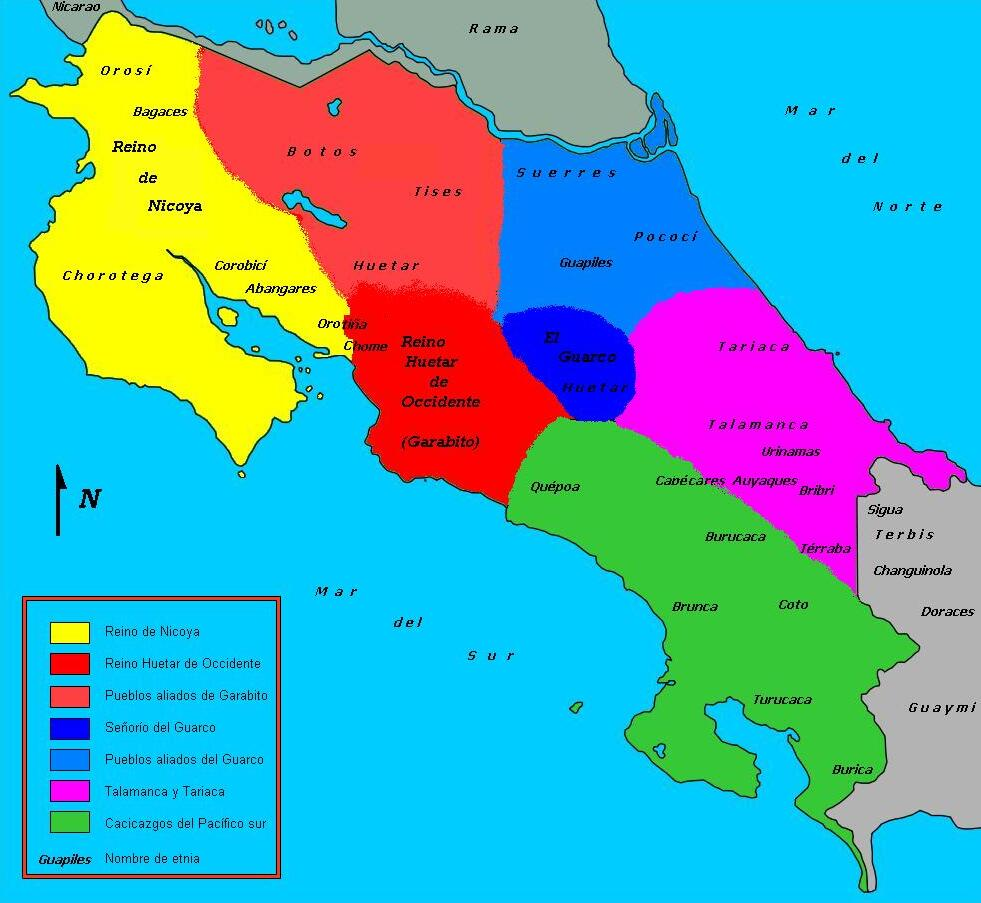
Carte des sociétés autochtones au Costa Rica à l'arrivée des Espagnols (XVIe siècle). Les royaumes huetares de l’Est et de l’Ouest dominaient une grande partie de la Vallée centrale et une partie de la côte atlantique et du Pacifique central du Costa Rica.

L'historiographie traditionnelle a distingué les huetares de l'ouest et ceux de l'est, avec la rivière Virilla comme frontière entre les deux. Cependant, selon Molina Montes de Oca, entre les Huetares de Garabito et ceux de Pacaca, il ne semble pas y avoir eu de lien de subordination ou de dépendance, même s'ils appartenaient au même groupe culturel, de sorte que l'auteur préfère les appeler Huetares du nord et Huetares du sud. À l'arrivée des Espagnols, Garabito avait sous son autorité d'autres rois qui, dans un document de 1569, sont énumérés avec les noms de Cobobici (peut-être Corobicí), Abaçara, Chucasque, Barva et Yoruste. Dans le royaume de Pacaca régna dans les années 1560 un roi nommé Coquiva, qui se soumit de bonne heure aux Espagnols, mais son autorité géographique ne semble pas avoir été très vaste. Les rois (ou caciques) huetares d’Orient, dans les années 1560, étaient El Guarco et Correque (baptisé plus tard sous le nom de Don Fernando Correque). Ils semblent avoir dominé un très vaste territoire, depuis la rivière Virilla jusqu'au Cerro Chirripó, avec de nombreux vassaux.

## Disparition de la culture huetar
Les divers royaumes huetares ont été progressivement soumis par les Espagnols dans la seconde moitié du XVIe siècle et leurs sociétés ont été presque complètement déstructurées. Garabito et Don Fernando Correque ont fini par se soumettre, contraints d'accepter les règles des autorités espagnoles et de l'Église.
Les Huetares, comme les autres peuples autochtones de l'Amérique hispanique, furent asservis par le système de l'encomienda. Décimés par les maladies, le travail forcé et la destruction de leurs modes de production et de vie traditionnels, les Huetares ont subi un processus d'acculturation rapide, qui a entraîné la disparition totale de leur langue, de leur religion, de leurs propres noms et de nombreux autres éléments de leur culture. Par exemple, on sait que dès 1675, tous les habitants de la vallée centrale du Costa Rica parlaient déjà l'espagnol. Actuellement, le seul groupe autochtone qui conserve certaines traditions de la culture huetar est celui des autochtones du  canton de Mora, du canton de Puriscal, tous deux dans la province de San José; et les villes de Cerro Nene et Cerritos, dans le canton de Quepos, ainsi que certains foyers dispersés dans le canton de Parrita, tous deux situés dans la province de Puntarenas.

## Ce qui subsiste de la culture huetar
- Artisanat :

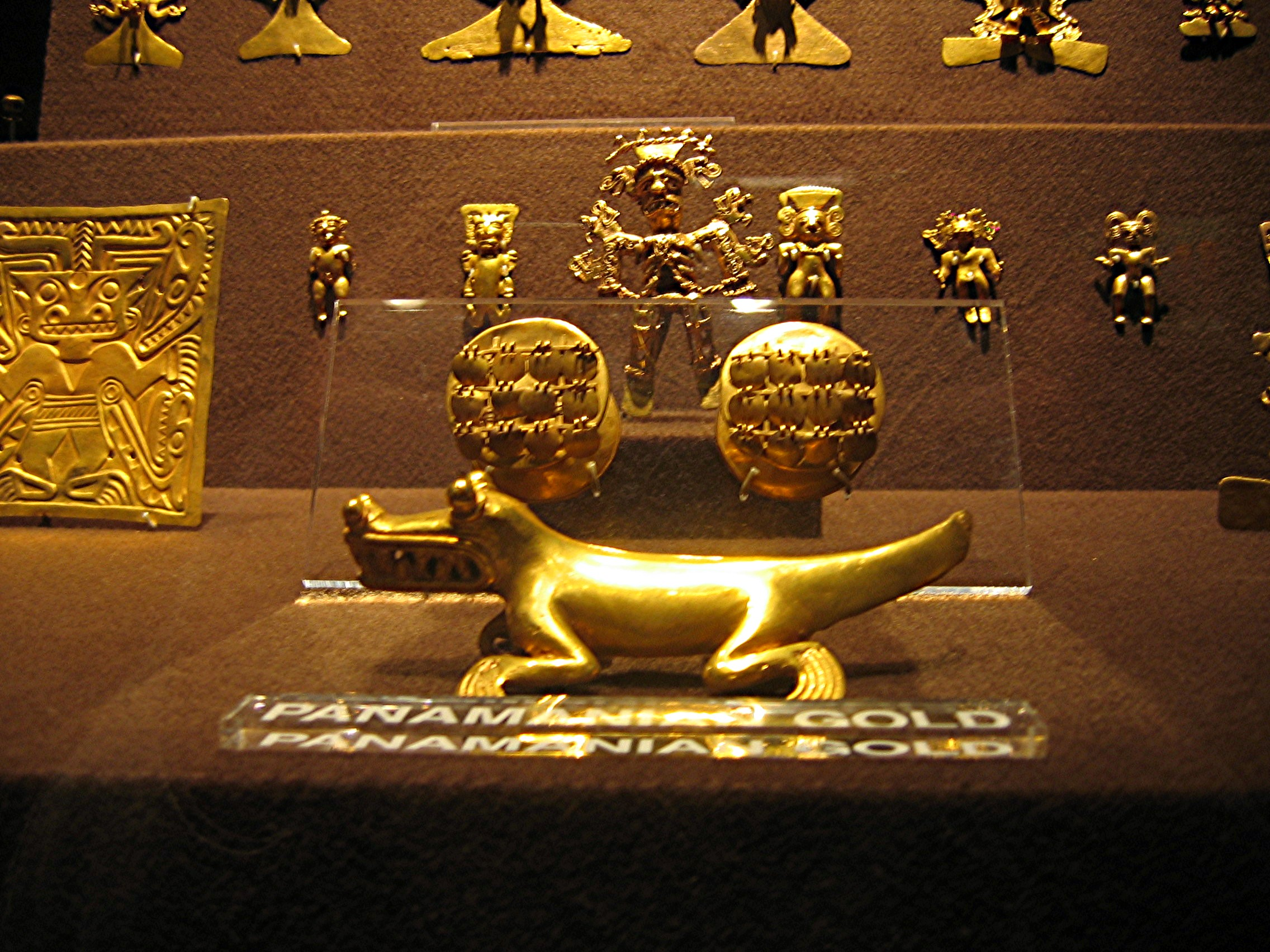
Objets en or de la culture huetar

  - Travail du tule, un jonc dont le nom scientifique est Schoenoplectus acutus.
  - Fabrication de paniers.
  - Elaboration de pots en argile.
  - Préparation des colorants.
  - Calebasses.
  - Fabrication de balais, de chandelles, de hamacs à partir d'hibiscus et de sisal.
  - Fabrication de tissus de mastate et de fils.

- Mots d'origine huetar :

Les principales études concernant cette langue sont dues au philologue costaricien Miguel Ángel Quesada Pacheco.
La langue Huetar, qui appartenait à la famille des langues chibchanes, servait de langue véhiculaire à la plupart des peuples autochtones de l'intérieur du Costa Rica et a disparu à partir du XVIIe siècle.  Les noms de lieux comme Aserrí (Acserí), Barva, Curridabat (Curriravá), Turrialba (Toriaravá), Tucurrique, Ujarrás, Tibás («eau froide»), ainsi que certains noms de plantes et d'animaux sont d'origine huetar.